# Orthogalumna xena
Orthogalumna xena är en kvalsterart som först beskrevs av Sandór Mahunka 1993.  Orthogalumna xena ingår i släktet Orthogalumna och familjen Galumnidae. Inga underarter finns listade i Catalogue of Life.